# Ulala Session
Ulala Session (coréen) : 울랄라 세션, est un boys band sud-coréen qui a gagné en notoriété après avoir remporté l'édition 2011 de l'émission Superstar K3.

## Carrière

### 2011:Superstar K3
Avant leur apparition sur l'émission Superstar K3, le groupe n'était pas très connu en Corée du Sud, se produisant n'importe où, même au milieu d'une cour d'école s'il y avait une scène.
Pendant le déroulement de l'émission télévisée Superstar K3, le public a répondu particulièrement avec émotion à la bataille du chanteur Lim Yoon Taek contre le cancer de l'estomac, dont celui-ci était atteint. Notamment, cela a conduit à une spéculation selon laquelle le groupe aurait inventé cette histoire de cancer comme un moyen de recueillir de la sympathie pendant la compétition. Lim Yoon Taek a répondu à cette spéculation en juillet 2012, accompagné de son médecin sur One Night in TV Entertainment de la chaîne SBS, pour confirmer son diagnostic. 

### 2013: Pause, sortie du mini-albumMemory
Le 11 février 2013, Lim Yoon Taek décède de son cancer.
Le 20 août 2013, le groupe poursuit ses activités en trio à la suite des ennuis de santé de Park Seung-il. Ce dernier souffre d'une hernie discale et son agence a décidé d'arrêter ses activités pour empêcher que sa maladie ne s'aggrave. Le groupe avait récemment repris ses activités avec le single Fonky. 

## Membres
- Park Seung-Il (박승일), né le 4 avril 1981 (43 ans). Il est de nationalité sud-coréenne et est le chanteur ayant une voix de basse.
- Park Kwang-seon (박광선), né le 3 août 1990 (34 ans). Il est de nationalité sud-coréenne et est le chanteur secondaire.
- Kim Myeong-hun (김명훈), né le 30 octobre 1981 (43 ans). Il est de nationalité sud-coréenne et est le chanteur secondaire.
- Gunjo, de son vrai nom, Lee Young-jin, né le 11 juin 1980 (44 ans). Il est de nationalité sud-coréenne et est le danseur et rappeur principal.

## Ancien membre
- Lim Yoon-taek (임윤택), né le 15 novembre 1980 et mort le 11 février 2013 (à 32 ans), est de nationalité sud-coréenne et était le leader du groupe Ulala Session, le chanteur et rappeur principal.

## Discographie

### Albums
- Ulala Sensation Part. 2 (17.05.2012)
- Ulala Sensation Part. 1 (10.05.2012)

### Singles
- Happy Days (17.04.2012)
- With you / 너와 함께 (24.11.2011)

### OST
- Bridal Mask Part. 1 (13.06.2012)